# مانور شریف
مانور شریف (به انگلیسی: Maner Sharif) یک منطقهٔ مسکونی در هند است که در بخش پاتنا واقع شده‌است. مانور شریف ۲۶٬۹۱۲ نفر جمعیت دارد و ۵۴ متر بالاتر از سطح دریا واقع شده‌است.